# 비주얼 컴포넌트 라이브러리
비주얼 컴포넌트 라이브러리(Visual Component Library), 줄여서 VCL은 델파이의 오브젝트 파스칼 언어로 설계된 Win32용 라이브러리이다. 볼랜드가 개발했으며, 델파이 외에 C++빌더 환경에서도 사용할 수 있다.
VCL은 볼랜드사의 비주얼 RAD 툴과 쉽게 연계되어 사용할 수 있는 장점을 갖고 있다. 2009년부터 완전한 유니코드를 지원하고 있다.
VCL4PHP와 같이 VCL을 모방한 라이브러리가 생기기도 하였다.

## 같이 보기
- C++빌더
- CLX
- 델파이